# 下里瀬温泉
下里瀬温泉（くだりせおんせん）は、長野県北安曇郡小谷村に存在する温泉。

## 概要
国道148号沿いに1軒宿の『サンテインおたり』のみが存在する。3階建てで、最下層の階に浴場が備えられている。日帰りでの利用も可能。館内の温泉フロアには接骨院「おおた接骨院」も入居している。

## 泉質・効能
- ナトリウム炭酸水素塩・塩化物温泉（低張性中性低温泉）[2]
  - 源泉温度31.8℃[2]
  - 神経痛や創傷・筋肉痛・関節痛・五十肩・運動麻痺・関節のこわばり・うちみ・くじき・慢性消化器病・痔疾・冷え性・病後回復期・疲労回復・健康増進・きりきず・やけど・慢性皮膚病・虚弱児童・慢性婦人病に効果がある（効能はその効果を万人に保証するものではない）。[2]

## 沿革
1967年3月、ボーリング揚湯により含食塩重曹泉が公自噴した。当初は地元住民全体での利用を計画していたが、投資者が「当温泉を老人福祉に活用して欲しい」と小谷村に要望したため、1969年に小谷村が施設に必要な湯量である毎分50リットル湯権を購入し、温泉福祉施設を建設することにした（建設決定は同年2月25日）。下里瀬地区がグラウンドとして利用していた源泉に近い土地を借り受け。建設は長野県開発公社に委託し、木造平屋建の『村営下里瀬保養センターさぎり荘』を同年11月11日に落成した。施設の運営は小谷村の公社に委託することとし、1970年11月15日に増築、1972年から1973年5月31日公営結婚式場と宿泊施設（2階建）を157.2m2増築している。
当施設も老朽化により全面改築することになり、土地の買収により規模を拡大し、湯量も10リットル増量して、1988年4月30日に起工し、同年12月4日、現在の『サンテインおたり』として再オープンした。健康増進のため各種入浴施設、温水プール（現在は廃止）、大集会場と、住民の要望を大幅に採用して近代的な施設となった。総事業費は約4億円（うち半額は長野県開発公社が委託）。
2000年9月7日に、リニューアルオープンした。